# История Тарна и Тайпа 2: 7 лет любви
«История Тарна и Тайпа 2: 7 лет любви» — тайский телесериал жанра BL с Канавутом Трайпипаттанапонгом и Суппаситом Йонгчевиватом в главных ролях, сиквел к сериалу История Тарна и Тайпа.
Сериал транслировался на каналах One 31 и LINE TV.

## Сюжет
Тайп (Канавут Трайпипаттанапонг) и Тарн (Суппасит Йонгчевиват) вместе уже семь лет, они наслаждаются своей жизнью, живя в гармонии. Они всё ещё встречаются со своими университетскими друзьями, но реальная жизнь не всегда полна цветов и конфет. Теперь они взрослые, с работой и реальными жизненными проблемами.

## В ролях
| Актёр                              | Роль                   |
| ---------------------------------- | ---------------------- |
| Канавут Трайпипаттанапонг (Галф)   | Тайп Тиват Пхаваттакун |
| Суппасит Йонгчевиват (Мью)         | Тарн Тара Кириган      |
| Чалонграт Новсамронг (Фёрст)       | Фиат                   |
| Пхачара Суансри (Джа)              | Лео                    |
| Напат Синаклуан (Бот)              | Чамп                   |
| Пхат Праюнвиват (Джейм)            | Доктор Кхунпол         |
| Танатон Сэнангканикон (Тайтл)      | Пхугун                 |
| Сарунсантхон Танаватчарават (Хай)  | Сиррус                 |
| Тжинна Пичит-о-Пакун (Майд)        | Тэхно                  |
| Вивид Бавонкиратикаджон (Ти)       | Доктор Тхити           |
| Тханают Тхакунаттая (Тон)          | Торн                   |
| Ребекка Патриция Армстронг (Бекки) | Тханья                 |
| Сароча Ватитапан (Тао)             | мать Тарна             |
| Тхависак Александр Тхананан        | отец Тарна             |
| Аумпа Пхусит (Эу)                  | мать Тайпа             |
| Крадум Тханайон Вонтракун          | отец Тайпа             |
| Паттарабут Киеннукун (ЭйЭй)        | Сан                    |
| Танавин Дуаннат (Мавин)            | Кхлуй                  |
| Кантипоп Сирораттанапанит (Ран)    | Сео                    |
| Петчпайлин Читчарун (Нейм)         | Эми                    |
| Лилли МакГрат                      | Джид                   |
| Тханакон Санван (Оле)              | друг Лео               |
| Натча Сомбунвон (Саунд)            | Нана                   |
| Понкон Вонкриттиярат (Капрао)      | Кхом                   |

## Создание
В феврале 2020 года было объявлено о выходе второго сезона сериала «История Тарна и Тайпа». Предприниматель из сферы косметики и владелец бренда Hira Blue Голф Акаранун объявил на встрече фанатов сериала, что он лично будет спонсировать создание второго сезона. Тогда же было объявлено о начале кастингов на роли новых персонажей, тогда как актёры первого сезона подтвердили, что вернутся к своим ролям в новом сезоне.
В июне 2020 года новые актёры были представлены на Twitter и YouTube. Также был представлен новый режиссёр Пассавут Сукбуа, так как режиссёр первого сезона Бандит Синтанапаради отказался участвовать в проекте.
Съёмки начались 2 июля 2020 года, и в ноябре состоялась премьера сериала.

## Саундтрек
| Название                        | Артист            |
| ------------------------------- | ----------------- |
| ข้างเธอ (Beside You)             | Офф Чайнон        |
| เธอ...ที่เดินเข้ามา (Love's Coming) | Нуна Нынтхида     |
| เหม่อไม่ได้มอง (Your sights)       | Арм Конкан        |
| ลองเป็นฉัน (Feel Me)              | Бай Тхассапак     |
| เธอคือโลกทั้งใบ (My world)         | Нонт Танонт       |
| In my life                      | Клэйтон Херивелто |